# Низаметдинов, Раис Жавдатович
Раи́с Жавда́тович Низаметди́нов (баш. Рәис Жәүҙәт улы Низаметдинов; род. 10 октября 1964, дер. Наурузово, Башкирская АССР) — танцор, балетмейстер, режиссёр-постановщик, кураист. Заслуженный работник культуры Республики Башкортостан (2005); лауреат государственной премии Республики Башкортостан имени Ш. Бабича (2000) и премии им. М. Муртазина. Автор более 50 танцев.

## Биография
В 1981 году окончил Наурузовскую среднюю школу. В 1982—1984 годах служил в Советской армии.
В 1990 году окончил Башкирский государственный аграрный университет, получил дополнительное образование на факультете общественных профессий по специальности «руководитель танцевального коллектива». Одновременно в 1987—1990 годах работал педагогом-репетитором в народном ансамбле танца института.
В 1990—1992 годах работал директором Дома культуры, педагогом детской музыкальной школы в посёлке Уральск Учалинского района; в 1992—1994 — в Учалинском музыкальном училище, где создал ансамбль народного танца (в настоящее время — народный ансамбль танца «Койон»).
В 1994—2000 годах работал в Детском творческом центре «Иремель», где был одним из основателей образцового ансамбля танца «Иремель» и образцового ансамбля кураистов «Иремель». Одновременно в 1996—2000 руководил народным ансамблем танца «Лэйсэн» совхоза Байрамгуловский.
С 2000 года работает в Учалинской филармонии: руководил ансамблем танца, в настоящее время — режиссёр и художественный руководитель филармонии; продолжает также руководить образцовым ансамблем танца «Иремель».

### Семья
Отец — Жавдат Мухамметович Низаметдинов (1934—1972), учитель пения; мать — Амина Ильгамовна Низаметдинова (р. 1937), учительница.
Жена — Лилия Низаметдинова;
- дети — Айназ, Айгуль.

## Творчество
Создал более 40 хореографических композиций, многие из которых («Шагали Шакман», «Сура батыр», «Танец с самоваром», «Байрамгуловские скакуны», «Муса Муртазин», «Акбузат», «Салават батыр», «Золотари», «Танец с войлоком» и другие) входят в репертуар Башкирской государственной филармонии имени Хусаина Ахметова и филармоний городов Сибай и Учалы.
В 2014 году танец «Семь родов» в постановке Р.Низаметдинова вошел в репертуар Государственного академического ансамбля народного танца им. Ф.Гаскарова.
Является главным режиссёром и балетмейстером проектов:
- Республиканский фольклорный праздник «Салауат йыйыны» (2005, 2007, 2010, 2014)[1]
- Республиканский праздник «Бурзян йыйыны» (2008)[1]
- Республиканский праздник войлока (2009)[1]
- Республиканский конкурс кураистов, кубызистов, думбристов и исполнителей узляу на приз им. Юмабая Исанбаева (2006, 2011)[1]
- Гала-концерт Республиканского телевизионного конкурса «Баик» (2008, 2011, 2012)[1][2]
- Гала-концерт детского Республиканского телевизионного конкурса «Баик» (2009)[1]
- Гала-концерт Республиканского телепроекта «Семь чудес Башкортостана» (2009)[1]
- 2004 — Р.Низаметдинов был главным балетмейстером на праздновании 250-летия национального героя С.Юлаева в Салаватском районе.
- 2008 — главный балетмейстер праздника, посвященного 100- летию З. Биишевой.
- 2014 — главный режиссёр юбилейной программы ГААНТ им. Ф.Гаскарова.

С 2009 по 2014 год трижды становился лауреатом телевизионного конкурса «БАИК» в номинации «Лучший хореограф-постановщик».
- 1994 г. — дипломат Республиканского конкурса на приз им. Ф.Гаскарова
- 1995 г. — победитель I Республиканского конкурса исполнителей сольного танца, номинация «Сольный танец».
- 1995 г. — лауреат Республиканского конкурса исполнителей сольного танца, посвященного I Всемирному курултаю башкир.
- 1996 г. — присвоена премия им. М.Муртазина за исполнение исторических танцев
- 1997 г. — лауреат конкурса «Урал боркото»
- 1998 г. — победитель II республиканского конкурса исполнителей сольного танца, номинация «Сольный танец».
- 1998 г. — специальный приз Всероссийского конкурса хореографических коллективов
- 1999 г. — лауреат IX Республиканского конкурса кураистов на приз Ю.Исанбаева
- 2000 г. — лауреат республиканского фестиваля «Йэшлек — шоу» в номинации «Танцор года»
- 2000 г. — лауреат Государственной молодежной премии им. Ш.Бабича
- 2001 г. — лауреат X Республиканского конкурса кураистов на приз им. Ю.Исанбаева в номинации «курай»-III место, в номинации «кубыз»-I место
- 2003 г. — лауреат IIIРеспубликанского конкурса кураистов на приз им. И.Дильмухаметова: курай-II место, кубыз — II место
- 2004 г. — лауреат Республиканского конкурса кураистов в рамках международного фестиваля «Содружество» — «курай» II место
- 2005 г. — присвоено звание «Заслуженный работник культуры РБ».
- 2006 г. — лауреат XI Республиканского конкурса кураистов на приз им. Ю.Исанбаева в номинации «курай»-II место.
- 2006 г. — лауреат Республиканского конкурса кураистов в рамках международного фестиваля «Содружество»-«курай» II место.

## Народный танец
- 1994 г. — дипломат Республиканского конкурса на приз им. Ф.Гаскарова
- 1995 г. — победитель I Республиканского конкурса исполнителей сольного танца, номинация «Сольный танец».
- 1995 г. — лауреат Республиканского конкурса исполнителей сольного танца, посвященного I Всемирному курултаю башкир.
- 1996 г. — присвоена премия им. М.Муртазина за исполнение исторических танцев
- 1998 г. — победитель II республиканского конкурса исполнителей сольного танца, номинация «Сольный танец».
- 1998 г. — специальный приз «За сохранение народных традиций» Всероссийского конкурса хореографических коллективов
- 2000 г. — лауреат республиканского фестиваля «Йэшлек — шоу» в номинации «Танцор года»

## Курай
- 1999 г. — лауреат IX Республиканского конкурса кураистов на приз Ю.Исанбаева
- 2001 г. — лауреат X Республиканского конкурса кураистов на приз им. Ю.Исанбаева в номинации «курай»-III место.
- 2003 г. — лауреат IIIРеспубликанского конкурса кураистов на приз им. И.Дильмухаметова: курай-II место.
- 2004 г. — лауреат Республиканского конкурса кураистов в рамках международного фестиваля «Содружество» — «курай» II место
- 2006 г. — лауреат XI Республиканского конкурса кураистов на приз им. Ю.Исанбаева в номинации «курай»-II место
- 2006 г. — лауреат Республиканского конкурса кураистов в рамках международного фестиваля «Содружество»-«курай» II место.

## Кубыз
- 2001 г. — лауреат X Республиканского конкурса кураистов на приз им. Ю.Исанбаева в номинации «кубыз»-I место
- 2003 г. — лауреат III Республиканского конкурса кураистов на приз им. И.Дильмухаметова в номинации кубыз — II место

## Горловое пение(узляу)
- 2007 г. — победитель I Республиканского конкурса по горловому пению.
- 2007 г. — дипломат международного конкурса по горловому пению г. Абакан
- 2008г- дипломат 5-го Всемирного конкурса по горловому пению г. Кызыл, республика Тыва

## Достижения ансамблей, руководимых Р. Низаметдиновым
- 1998 г. — народный ансамбль танца «Иремель» занял первое место на Всероссийском конкурсе хореографических коллективов
- 1999 г. — фольклорный коллектив «Иремель» занял гран-при на республиканском конкурсе
- 1999 г. — ансамбль кураистов «Иремель» занял первое место на республиканском конкурсе кураистов на приз Ю. Исанбаева
- 1999 г. — ансамбль кураистов «Иремель» завоевал серебряные медали на Всероссийских Дельфийских играх (г. Саратов)
- 1999 г. — Ринат Камалов стал победителем Международного конкурса кубызистов (Саха Якутия)
- 2004 г. — ансамбль танца «Иремель» занял первое место на республиканском конкурсе «Звездочки Башкортостана»
- 2006 г. — ансамбль танца «Иремель» занял первое место на республиканском конкурсе «Звездочки Башкортостана»
- 2007 г. — ансамбль танца «Иремель» стал лауреатом регионального конкурса хореографических коллективов
- 2008 г. — ансамбль танца «Иремель» завоевал гран-при на республиканском конкурсе «Звонкий каблучок»

## Награды
- премия им. М.Муртазина (1996) — за исполнение исторических танцев
- знак «Отличник образования Республики Башкортостан» (1997)[1]
- 2000 г. — лауреат Государственной молодежной премии им. Ш.Бабича[3]
- 2005 г. — присвоено звание «Заслуженный работник культуры РБ».

## Постановка танцев
- 1995 г. — танец «Шагали Шакман»
- 1996 г. — танец «Сура батыр», «Кубызисты»
- 1997 г. — танец «Беркуты», «Наш курай»
- 1998 г. — танец «Карас сэсэн», «Танец с самоваром»
- 1999 г. — танец «Байрамгуловские скакуны»
- 2000 г. — танец «Рыбаки»
- 2001 г. — танец «Тарпаны», «Семь родов»
- 2002 г. — танец — игра «Марш», танец «Подарок кузница»
- 2003 г. — танец «Акбузат», «Соперницы»
- 2004 г. — танец «Салават батыр», «Воины»
- 2005 г. — танец «Золотари», «Муса Муртазин»
- 2006 г. — танец «Орлиное гнездо», «Фронтовики»
- 2007 г. — танец «Ложкари», сюита «Дружба», «У юрты»
- 2008 г. — танец «Топотушки», «Ода воде»
- 2009 г. — танец «Кара-каршы», «Танец с войлоком»
- 2010 г. — танец «Подарок», «Красавица»
- 2011 г. — танец «Мастерицы»
- 2012 г. — танец «Охотник — хвастун», «Задорная танцовщица»
- 2013 г. — танец «В лесу»
- 2014 г. — танец «Томбойокло кул буйында»
- 2014 г. — танец «Абзелиловские мастерицы»
- 2014 г. — танец «Бабушкины посиделки»
- 2014 г. — танец «Волшебные сапоги»
- 2014 г. — танец «Байназар такмактары»
- 2014 г. — танец «Шаль вязала»
- 2014 г. — танец «Первая охота Салавата»
- 2014 г. — танец «Комарткы»
- 2014 г. — танец «У подножья Торатау»
- 2014 г. — танец «Байназаровские частушки»
- 2014 г. — танец «Бабушкин подарок»
- 2014 г. — танец «Новая мелодия»
- 2015 г. — танец «Пастухи».